# Saint-Léger-sous-Margerie
Saint-Léger-sous-Margerie is een gemeente in het Franse departement Aube (regio Grand Est) en telt 56 inwoners (2009). De plaats maakt deel uit van het arrondissement Bar-sur-Aube.

## Bezienswaardigheid
De kerk Saint-Léger is een van de talrijke vakwerkkerken van de pays du Der, een type kerk dat typisch is voor de Aube en dat een bijzonder erfgoed dat enig in Frankrijk is vormt.
Ze dateert uit de 16de eeuw en is daarmee een van de oudste vakwerkkerken van de streek. Ze onderging en belangrijke transformatie in de 18de eeuw wat haar massief uitzicht verklaart. Toen werden de vensters vergroot en werden de eerste drie zijtraveeën afgebroken. Vandaar het contrast tussen het eerder smalle schip en de ruimere indruk die koor en zijbeuken geven. Het authentieke interieur heeft nog steeds het geschilderde decor uit de 18de eeuw dat er toe diende de houtconstructie te camoufleren. Het altaar en zijn geschilderd retabel dateren eveneens uit de 18de eeuw. Achter hen roepen vergulde sterretjes op een hemelsblauwe gewelf het firmament op. Twee ranke kleurige kolommen voor het koor dragen bij tot de harmonie van het geheel. Buiten zijn het groot gracieus dakwerk, het overdekte portaal en de gedrongen klokkentoren vermeldenswaardig.
In 1981 werden het dak en een gedeelte van de gevel gerestaureerd.
Het gewelf van het koor en de vloer van de kerk zijn in zeer slechte staat.
In 1987 werd ze geklasseerd als monument historique.

## Geografie
De oppervlakte van Saint-Léger-sous-Margerie bedraagt 6,5 km², de bevolkingsdichtheid is dus 8,6 inwoners per km².
De onderstaande kaart toont de ligging van Saint-Léger-sous-Margerie met de belangrijkste infrastructuur en aangrenzende gemeenten.

## Demografie
Onderstaande figuur toont het verloop van het inwonertal (bron: INSEE-tellingen).

Vanwege een beveiligingsprobleem met de MediaWiki Graph-software is het momenteel niet mogelijk deze grafiek weer te geven. Zodra de software is bijgewerkt zal de grafiek vanzelf weer zichtbaar worden.